# Мяноциці
Мяноциці (пол. Mianocice) — село в Польщі, у гміні Ксьонж-Великі Меховського повіту Малопольського воєводства.
Населення — 249 осіб (2011).
У 1975-1998 роках село належало до Келецького воєводства.

## Демографія
Демографічна структура станом на 31 березня 2011 року:
|          | Загалом | Допрацездатний вік | Працездатний вік | Постпрацездатний вік |
| -------- | ------- | ------------------ | ---------------- | -------------------- |
| Чоловіки | 90      | 13                 | 65               | 12                   |
| Жінки    | 159     | 12                 | 73               | 74                   |
| Разом    | 249     | 25                 | 138              | 86                   |